# Jal tarang

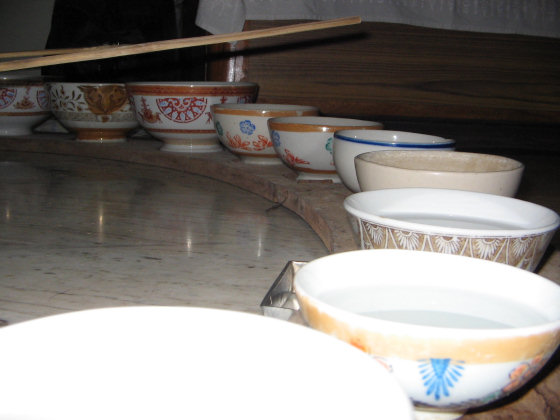
Jal tarang

El jal tarang, jaltarang, jalatarangam o jalatharangam es un instrumento de percusión melódico de India. Consiste en una serie de tazones de cerámica o metal afinados con un nivel de agua. Los tazones son tocados percutiendo el borde con palillos, uno en cada mano.  

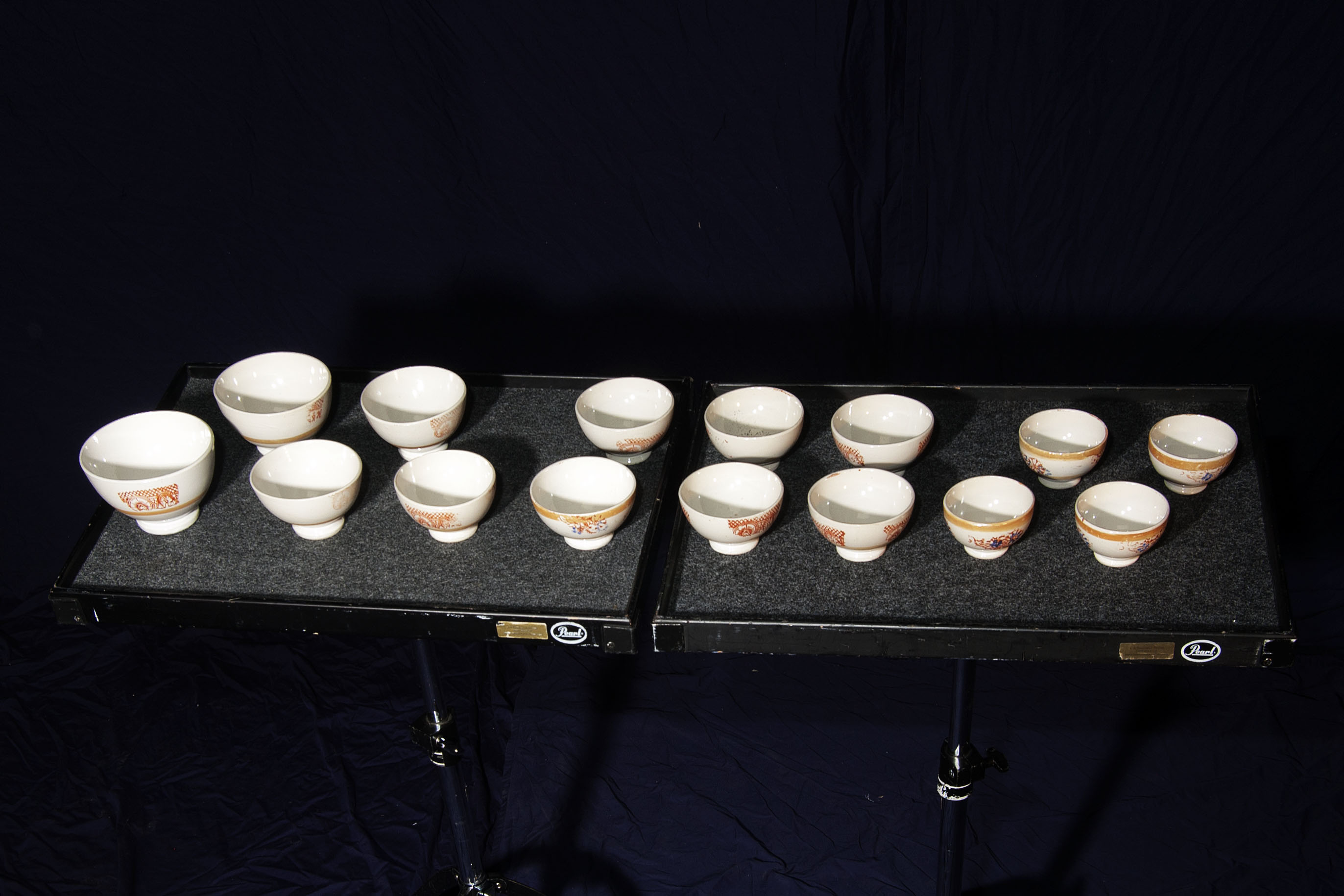
Jal tarang de la colección de Emil Richards

Se utiliza en la música clásica de India. Este instrumento tiene su primera mención en el tratado medieval Sangeet Parijaat. El número de tazones o copas puede variar, en algunos tratados se menciona de 15 a 22, los cuales pueden variar en tamaño. 